# 汪精卫国民政府国旗
汪精卫国民政府国旗有兩個版本。1940年初版是青天白日满地红旗加有「和平反共建國」小黃旗，以區別第三次蔣中正內閣政府的旗，以免戰場上被日本支那派遣军誤傷。1943年2月5日取消「和平反共建國」小旗，後人評論認為因為汪政府與中共合作，停止反共。

## 歷史

### 小黃旗

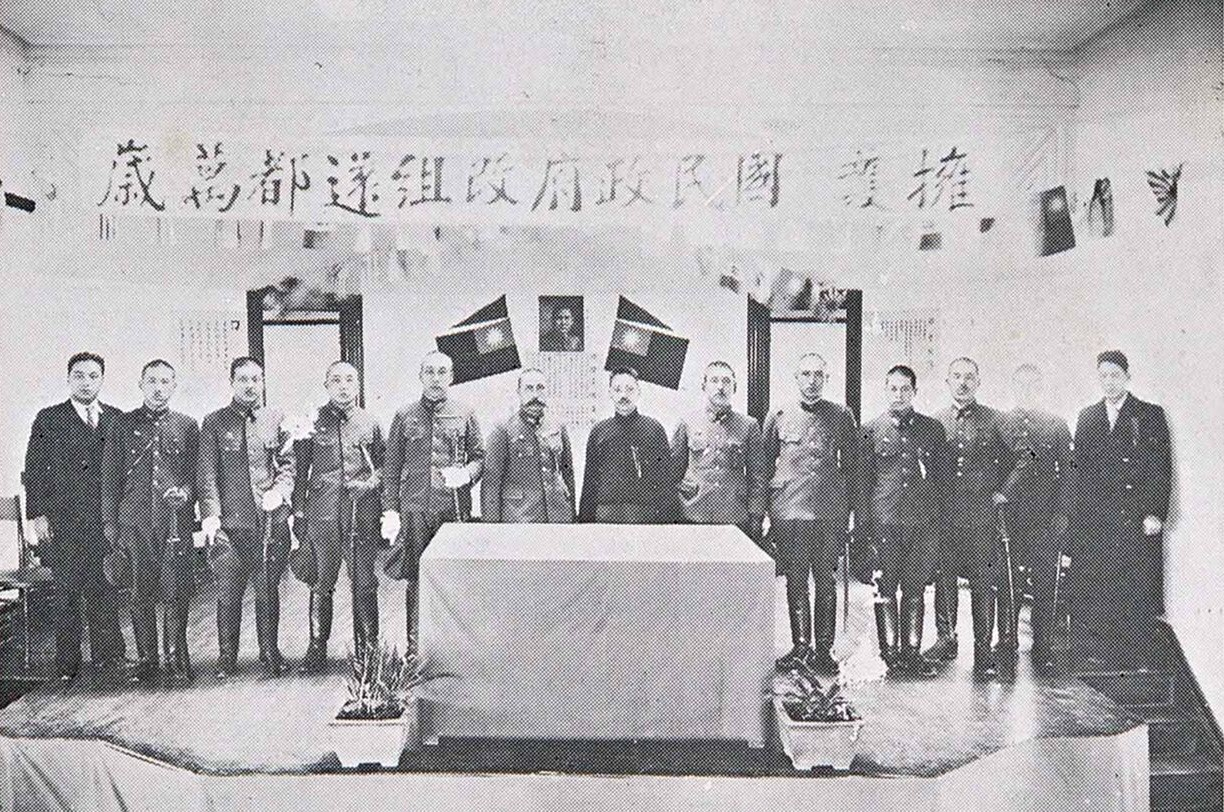
1940年3月30日攝於上海華界，可見國旗的三角小旗。

汪精卫国民政府主张采用青天白日满地红旗顯示政權合法性，其盟友、主理對華政策的日本內閣部門興亞院表示認同。但日本支那派遣军認為它的敵人——第三次蔣中正內閣統率的部隊——也懸掛青天白日滿地紅國旗，這在戰場上造成混淆，希望汪精卫国民政府採用中華民國建國國旗五色旗。國旗與重慶相似是汪精卫国民政府的謀略，據其財政部長周佛海，「敌军要打倒国民政府，他们后方却出现了一个国民政府；敌军对着青天白日旗放枪，他们背后却发现了青天白日旗，弄的他们眼花缭乱」。汪精卫国民政府最終採用了青天白日满地红加有「和平反共建國」三角小黃旗。

### 取消小黃旗
1941年4月，日蘇中立條約簽訂。1943年2月5日「和平反共建國」小旗取消。據國史館檔案，1943年2月13日到3月12日，第1戰區司令長官蔣鼎文、冀察戰區總參議張蔭梧、第3戰區司令長官顧祝同、第8戰區司令長官朱紹良、副司令長官胡宗南等給蔣中正發電報，提及汪精卫国民政府取消了「和平反共建國」小旗。此等國軍將軍電報指，汪政府為了拉攏中国共产党，取消了所有反共文宣，放棄其成立之初之反共抗俄策略。

## 其他版本
| 和平反共 |
| 和平反共 |

| 和平建國 |
| 和平建國 |

| 其他版本的汪精衛政權國旗，1943年啟用 |
| 其他版本的汪精衛政權國旗，1943年啟用 |

| 垂直懸掛的汪精衛政權國旗，樣式同重慶國民政府 |
| 垂直懸掛的汪精衛政權國旗，樣式同重慶國民政府 |

|  |
|  |

## 海军舰艏旗与军舰旗、黨旗
| 1940年至1945年间使用的海军舰艏旗 |
| 1940年至1945年间使用的海军舰艏旗 |

| 1942年至1945年间使用的军舰旗 |
| 1942年至1945年间使用的军舰旗 |

| 1942年至1945年间使用的中國國民黨黨旗 |
| 1942年至1945年间使用的中國國民黨黨旗 |

| 1942年至1945年间外交使用的中華民國國旗 |
| 1942年至1945年间外交使用的中華民國國旗 |